# 乌思藏都指挥使司
乌思藏都指挥使司，简称乌思藏都司，是明朝在青藏高原中部和西部羁縻性质的军事管辖区名，下辖6法王封地、3行都指挥使司、1军民元帅府、5万户府、2千户所。其范围大致相当于传统意义上的卫藏地区，即今西藏自治区除昌都地区以外的大部分地区，以及印度东北部、不丹的部分地区。

## 沿革
洪武五年（1372年）乌思藏内附，六年（1373年）設置乌思藏卫，属西安行都司兼辖；七年（1374年）被改置为乌思藏行都指挥使司，后又升为乌思藏都指挥使司。1446年仁蚌巴在事实上取代帕木竹巴政权后，并未使用该头衔，实际上废除。

## 辖区

### 军民元帅府
- 俄力思军民元帅府

洪武八年（1375年）置俄力思军民元帅府，驻列城。

### 千户所
- 答笼千户所

洪武八年（1375年）置答笼千户所。位于今林周县达隆寺。
- 葛剌汤千户所

洪武十八年（1385年）置葛剌汤千户所。位于今扎囊县境内。

### 万户府
- 必力工瓦万户府

洪武六年（1373年）置必力工瓦万户府。必力工瓦即止貢，后封阐教王。
- 怕木竹巴万户府

洪武八年（1375年）置怕木竹巴万户府。即帕木竹巴，后封阐化王。
- 仰思多万户府

洪武十五年（1382年）置仰思多万户府。今江孜县境内。
- 沙鲁万户府

洪武十八年（1385年）置沙鲁万户府。即夏鲁。
- 着由万户府

永乐七年（1409年）置着由万户府。今隆子县境内。

### 下属行都指挥使司
明朝将帕木竹巴王朝的行政区划“宗”，翻译为“寨”。
- 俺不罗行都指挥使司

明初，置乌思藏俺不罗行卫，洪武十八年（1385年）升为乌思藏俺不罗行都指挥使司。俺不罗即今浪卡子县。
- 牛儿宗寨行都指挥使司

永乐十一年（1413年）置乌思藏牛儿宗寨行都指挥使司。牛儿宗寨即內鄔宗，今拉萨市西郊堆龙德庆区。
- 领司奔寨行都指挥使司

永乐十一年（1413年）置领司奔寨行都指挥使司。领司奔寨即仁蚌宗，今仁布县西北面仁布乡仁布村。

### 法王封地
- 阐化王封地

永乐四年（1406年）封吉剌思巴監藏巴藏卜为阐化王，领有怕木竹巴，驻烈伍栋。
- 大宝法王封地

永乐五年（1407年）封哈立麻为大宝法王，其领有封地，驻簇尔卜寺。
- 阐教王封地

永乐十一年（1413年）封阐教王，其领有封地，驻必力公。
- 辅教王封地

永乐十一年（1413年）辅教王被设立，其领有封地，驻思达藏。
- 大乘法王封地

永乐十一年（1413年）大乘法王被设立，其领有封地，驻萨加。
- 大慈法王封地

宣德九年（1434年）大慈法王被设立，其领有封地，驻拉萨。

## 朝贡记载
《明实录》永乐七年二月条记载了加麻都指挥佥事搠里[思]吉朵尔只、着由万户搠巴星吉冲[卫]阿二、的占剌麻、思答节寨官各遣使来贡。加麻元以来为十三万户之一，其首府为今墨竹工卡县甲马(rgyama)尺岗(khri-khang)村，尺岗意为万户府。布达拉宫藏有两件明代该万户的诏书，其一为：“皇帝制曰：朕君天下，凡四方慕义之士皆授以官，且俾世袭其职焉。惟尔端竹监藏，昔尔祖父世守西土，尔能闻朕声教，悉心效顺，朕其[甚]嘉焉。今授尔信武将军加麻万户府万户，俾尔子孙世袭。尔其招徕远人，绥靖边疆，永为捍御之臣，保成功于不怠，尔惟懋哉!洪武十二年二月二十六日。考到端竹监藏年五十一岁，乌思加麻人，元朝加麻万户府世袭万户。”其二为：“奉天承运皇帝，制曰：帝王以天下为家，故一视同仁，无问远迩。尔乌思藏久遵王化，昔我皇考太祖高皇帝临御之时，设卫建官，于兹有年。尔父指挥佥事端竹监藏既没，尔挫失吉能继承其业，效力(尽)忠，有加无替。宜锡宠荣，俾袭厥职。特授尔明威将军乌思藏卫都指挥佥事。尔尚益顺天心，永坚臣节，抚安尔众，各遂其生。俾尔子孙世享无穷之福。钦哉!永乐十一年五月初十日。永乐四年月日造。”
正统十年六月条记载：“乌思藏番僧甘不瓦等遣僧徒锁南吾节……来朝。”甘不寺即岗布寺，为达波噶举派的祖庙，旧址在今加查县境内。十一年条记载：“乌思藏答隆地面剌麻泥 麻札失、想初领占等各遣人贡马、驼方物。”答隆即今林周县达隆乡，这里的达隆寺是达 隆噶举派的祖庙。十二年六月条记载：“乌思藏里歪甘霖等寺番僧剌麻沙加思那……等来朝 。”成化元年正月条记载：“乌思藏哩斡革你[尔]丹等寺剌麻锁南斡即儿等……来朝。”以上二寺名为一寺，正音可译为类乌甘丹林，即今达孜县甘丹寺。”

## 争议
史学界对明朝是否实际统治了西藏存在较大的争议。根據《明史》記載，1374年置西安行都指揮使司於河州，韋正（寧正）為都指揮使，管轄河州、朵甘、烏思藏三衛，然而官員的名稱從未出現在吐蕃古文獻中，如果是在邊界處的河州和西寧，也並不代表有管轄吐蕃的政治權力。而对于其在乌思藏地区设置的行政结构，藏学家艾略特·史伯岭认为这些「几乎完全只存在于纸面上...明代史料中描述的对藏人的封授并不能被认为拥有在西藏的实际政治权力」。 明朝對東南亞等地的朝貢國也有大量封贈的官銜，此類封賞並不能表明政治隸屬關係。《劍橋中國明代史》亦指出：「無論是在經濟領域，還是在政治領域，西藏人都未覺得他們是明朝廷臣民。另外，他們無須中國（明朝）居中調解而維持著與其他國家和民族的關係」。

## 延伸阅读
[在维基数据编辑]
 《明史卷三百三十一》，出自《明史》

### 引用
1. ↑  解晓燕; 尹伟先. . 《西北民族研究》. 1999年, (第1期): 179-188,282.
2. ↑  房建昌. . 西藏民族学院学报：哲社版. 2002, (200104): 18-26.
3. ↑  庫日茗 (S.L. Kuzmin); 賴育寧（譯）.  (PDF). 雪域出版. 2020: 40頁  [2023-01-08]. ISBN 9789869834148. （原始内容存档 (PDF)于2022-04-01）.
4. ↑  Sperling，《Authenticating Tibet: Answers to China's 100 Questions》，19-20頁
5. ↑  劉漢城.  (PDF). 雪域出版社. : 179頁  [2023-01-08]. ISBN 9789869619394. （原始内容存档 (PDF)于2022-04-21）.
6. ↑  《劍橋中國明代史（下卷）》